# Кария голая

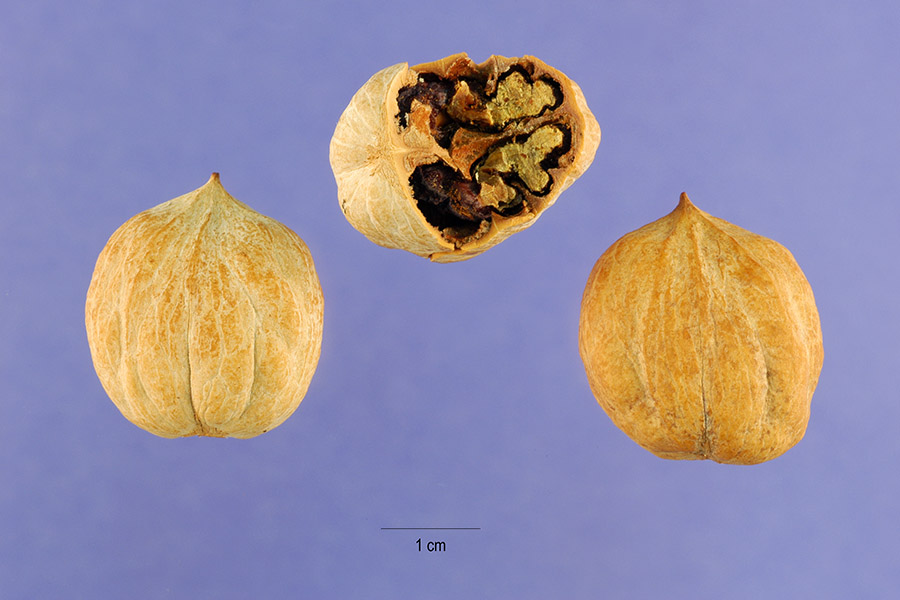

Ка́рия го́лая (лат. Carya glabra) — вид растений из рода Гикори (Carya) семейства Ореховые (Juglandaceae), произрастающий в Северной Америке (США, Канада). Культивируется также в Европе.

## Ботаническое описание
Дерево высотой до 40 метров с узкой кроной и серой трещиноватой корой. Листья длиной до 20—30 см, непарноперистые, с 5 (реже — 3 или 7) ланцетовидными, заострёнными к вершине листочками. Молодые листочки точечно-железистые и опушённые, затем голые. Главный стержень листа и черешки листочков также голые.
Цветки раздельнополые, тычиночные в длинных (до 20 см) серёжках, растущих вместе по 3 штуки.
Плоды длиной около 2,5 см, обратнояйцевидной формы, сжатые к вершине. Перикарпий плода коричневый, раскрывается при созревании четырьмя створками до половины. Эндокарпий эллипсоидальный или обратнояйцевидный, неясно-четырёхгранный, с заострением на верхушке. Ядро светло-коричневое, обычно имеет вяжущий и горьковатый вкус.

## Значение и применение
Как и другие виды этого рода, кария голая обладает ценной твёрдой и прочной древесиной, применяемой в строительстве и для изготовления различных столярных изделий.
Применяется в декоративном садоводстве и для озеленения городов.